# Манастир Заова
Манастир Заова припада Браничевској епархији Српске православне цркве и налази се у атару села Топоница, у близини магистралног пута Пожаревац — Петровац.

## Историја
У изворима се први пут помиње 1467. године, али је према легенди подигнут у још у другој половини XIV века, за време владавине кнеза Лазара (1371—1389). Манастирска црква је грађена у моравском стилу са основом уписаног крста без кубета и посвећена архистратизима Михајлу и Гаврилу. Манастир је више пута рушен и обнављан, а последњи пут у доба прве владавине Милоша Обреновића (1815—1839, 1858—1860), док живопис потиче из доба кнеза Александра Карађорђевића (1842—1858). Радио га је самоуки и у то доба веома тражени сликар Живко Павловић, коме је славна пожаревачка сликарка Милена Павловић-Барили, даљи потомак. У близини самог манастира налазе се два извора, за које народ сматра да су лековити.

## Постанак
За постанак манастира Заова везана је легенда опевана у народној песми Бог никоме дужан не остаје. Према њој, Јелица је била сестра локалних властелина Павла и Радула. Павлова супруга је била љубоморна на њу, због чега је убила сопствено дете и за то оптужила Јелицу. Браћа су јој у то поверовала и за казну су везала сестру за четири коња, које су након тога пустили на четири стране света да је растргну. На месту на коме је пало њено тело настала је црква, око које су касније браћа подигла манастир, након што су сазнали истину и покајали се. На сличан начин су по предању, настали и манастири Сестрољин (на месту на које су пале очи), Рукумија (на месту на које су пале руке) и Брадача (на месту на које су пале брада).
У манастирској цркви се налази узидан гроб за који се сматра да припада Јелици, а изнад њега је на фресци приказано како је четири бела коња растржу на четири стране света.